# Bryan Reyna
Pour les articles homonymes, voir Reyna.
Roberto Bryan Reyna Casaverde, né dans la région d'Ucayali au Pérou le 23 août 1998, est un footballeur péruvien jouant au poste d'attaquant.

## Biographie

### Carrière en club
Formé à l'Academia Cantolao, Bryan Reyna est acheté par le RCD Majorque en 2016 et y fait ses débuts en Segunda B espagnole en 2017. Il est successivement prêté entre 2018 et 2020 au CD Toledo, CD Alcoyano, Barakaldo CF et Las Rozas CF. 
En 2021, il revient au Pérou à son club formateur, l'Academia Cantolao. En 2023, il est transféré à l'Alianza Lima et dispute notamment la Copa Libertadores 2023 (cinq matchs, pas de but). 

### Carrière en équipe nationale
International péruvien depuis 2022, Bryan Reyna marque son premier but dès sa première sélection face au Salvador le 27 septembre 2022 (victoire 4-1). Il marque son deuxième but face à la Corée du Sud le 16 juin 2023 (victoire 0-1).

## Statistiques

### En sélection nationale
| Saison                | Sélection             | Phases finales        | Phases finales | Phases finales | Phases finales | Éliminatoires CDM | Éliminatoires CDM | Éliminatoires CDM | Matchs amicaux | Matchs amicaux | Matchs amicaux | Total | Total | Total |
| Saison                | Sélection             | Compétition           | M              | B              | Pd             | M                 | B                 | Pd                | M              | B              | Pd             | M     | B     | Pd    |
| --------------------- | --------------------- | --------------------- | -------------- | -------------- | -------------- | ----------------- | ----------------- | ----------------- | -------------- | -------------- | -------------- | ----- | ----- | ----- |
| 2022-2023             | Pérou                 | -                     | -              | -              | -              | -                 | -                 | -                 | 5              | 2              | 0              | 5     | 2     | 0     |
| 2023-2024             | Pérou                 | Copa América 2024     | 2              | 0              | 0              | 4                 | 0                 | 0                 | 1              | 0              | 0              | 7     | 0     | 0     |
| 2024-2025             | Pérou                 | -                     | -              | -              | -              | 7                 | 0                 | 1                 | -              | -              | -              | 7     | 0     | 1     |
| Total sur la carrière | Total sur la carrière | Total sur la carrière | 2              | 0              | 0              | 11                | 0                 | 1                 | 6              | 2              | 0              | 19    | 2     | 1     |

#### Buts en sélection
| Buts en sélection de Bryan Reyna | Buts en sélection de Bryan Reyna | Buts en sélection de Bryan Reyna            | Buts en sélection de Bryan Reyna | Buts en sélection de Bryan Reyna | Buts en sélection de Bryan Reyna | Buts en sélection de Bryan Reyna |
|                                  | Date                             | Lieu                                        | Adversaire                       | Score                            | Résultat                         | Compétition                      |
| -------------------------------- | -------------------------------- | ------------------------------------------- | -------------------------------- | -------------------------------- | -------------------------------- | -------------------------------- |
| 1.                               | 27 septembre 2022                | Audi Field, Washington DC (États-Unis)      | Salvador                         | 3-1                              | 4-1                              | Amical                           |
| 2.                               | 16 juin 2023                     | Stade Asiade de Pusan, Pusan (Corée du Sud) | Corée du Sud                     | 0-1                              | 0-1                              | Amical                           |

## Palmarès
Alianza Lima
- Championnat du Pérou :
  - Vice-champion : 2023.
- Tournoi d'ouverture (1) :
  - Vainqueur : 2023-A.